# Fanatic Crisis
Fanatic Crisis (estilizado como FANATIC◇CRISIS e algumas vezes abreviado para FtC) foi uma banda japonesa de rock visual kei formada em Nagoya e ativa de 1992 a 2005, composta principalmente pelos membros Tsutomu Ishizuki, Kazuya, Shun, Ryuiji e Tohru.
O grupo emergiu ao lado do subgênero Nagoya kei, mas distanciou-se do estilo com o passar dos anos. Foram considerados um dos "quatro reis celestiais do visual kei" no final dos anos 90, ao lado de Shazna, Malice Mizer e La'cryma Christi. O álbum One -one for all- foi considerado um dos melhores de 1989 a 1998 em uma edição da revista musical Band Yarouze.
Em 2019, três dos membros do Fanatic Crisis, sendo eles Ishizuki, Kazuya e Shun, se reuniram formando uma subunidade chamada Fantastic Circus (FANTASTIC◇CIRCUS) e estão ativos até hoje.

## Carreira

### 1992–1995: Formação e primeiros anos
Em Nagoya no ano de 1992, Fanatic Crisis foi formada pelo vocalista de apenas 15 anos Tsutomu Ishizuki, que fazia parte da banda J'axil, e o baixista Ryuiji e guitarrista Kazuya, que faziam parte do grupo Tenchuusatsu. Inicialmente, Ishizuki tocava guitarra, mas se tornou vocalista aconselhado pelos outros membros. Em 1993, apresentaram-se ao vivo pela primeira vez na casa de shows Nagoya Music Farm, em abril. Em dezembro, Shun entrou como segundo guitarrista e Tatsuya entrou como baterista. Em abril de 1994 o grupo lançou sua primeira fita demo, Karma, pela gravadora Noir, fundada por Kaiki (ex. Silver~Rose, Rouage). Com as mil cópias iniciais esgotadas, a demo foi reimpressa em meados das semanas seguintes. Já em dezembro, o EP de estreia "Taiyō no Toriko" foi lançado, marcado um dos álbuns importantes para o subgênero emergente Nagoya kei. No início de 1995, após uma turnê em conjunto com a banda Of-J, o baterista Tatsuya deixou o grupo por divergências musicais e foi substituído por Tohru, estabelecendo a formação oficial do Fanatic Crisis até sua dissolução. Neste ano lançaram o vídeo "Truth" e o seu primeiro single "Memories in White". Além disso, três trabalhos em VHS foram distribuídos exclusivamente em shows. Embarcaram na turnê nacional Making of Truth e lançaram um vídeo gravado no último show da turnê, que contou com um público de 4 mil pessoas.

### 1996–2005: Estreiamajore ascensão
Em 7 de janeiro de 1996 o primeiro álbum completo foi lançado, intitulado Mask, e uma turnê em promoção a ele começou. Mask iniciou a transição da banda de Nagoya kei para um som mais popular e suave. O single de julho "Tsuki no Hana" conseguiu ser distribuído por uma gravadora major, a Bandai, e alcançou a 47ª posição na Oricon Singles Chart. Durante este ano também tiveram faixas incluídas nos álbuns de compilação com várias bandas Emergency Express 1996 e The End of the Century Rockers e, em novembro, foi lançado o EP Marble. Na primavera de 1997, deixaram oficialmente de ser uma banda independente assinando com a For Life Records. Seu primeiro single major foi "Super Soul", disponível a partir de em agosto. 1998 foi marcado pelo pico de popularidade do Fanatic Crisis, com o single "Maybe true" e o 1° álbum major One -one for all- alcançando a 5ª posição nas paradas da Oricon, o maior ranking da história da banda. Além disso, foi em janeiro que lançaram sua canção representativa "Hinotori", o primeiro trabalho a chegar no top 10 da parada. Em fevereiro apresentaram o show Valentine Gig que comemorava o Dia de São Valentim e se repetiu em todos os anos restantes de sua carreira, seguido de diversas turnês nacionais. No primeiro dia de 1999, lançaram o single "Beauties -beauty eyes-/Jealousy" e logo depois o álbum The Lost Innocent. Mais tarde, o Marble foi relançado, além de um álbum de fotos. No final do ano, dois singles estiveram a venda exclusivamente para pedidos por correio: "Side Eve", a partir de novembro, e "Side Adam", a partir de dezembro.
Em 2000, o álbum EAS e mais quatro singles foram lançados, além de várias turnês em promoção ao EAS ao longo do ano, chamadas Eas Syndrome. Em 2001, lançaram o álbum Pop, quatro singles e encerraram o ano com um álbum especial, Beautiful World. As turnês incluíram shows exclusivos para membros do fã clube da banda, chamado Truth. Apesar de Fanatic Crisis ter lançado poucos trabalhos em 2002, como o single "Sputnik -Tabibitotachi-" em junho e o álbum 5 em julho, foram reconhecidos pelas várias e extensas turnês nacionais. Foi em dezembro que a banda saiu do Japão para se apresentar no Hawaii, acompanhado de um evento de aniversário de Kazuya. Quase exatamente um ano depois de 5, foi lançado o álbum Neverland. A Valentine Gig de 2003 dessa vez contou com seis concertos ao invés de um, vendendo a maioria dos ingressos, e um documentário sobre o evento foi lançado. Um concerto festivo no final do ano, Special Christmas Showcase, também teve os ingressos esgotados. No ano seguinte, Fanatic Crisis, Hikawa Kiyoshi e Biriken formaram a unidade Cross Clover, lançando apenas um single: evergreen, destinando todos os lucros a caridade.
Lançaram o álbum Marvelous+ em julho de 2004, que acabou por ser o último. Em 2005, com diversos álbuns de compilação sendo lançados, em março Fanatic Crisis anunciou sua separação. Embarcaram em uma turnê de despedida e seu último show foi em 14 de maio, no Tokyo Bay NK Hall. Os motivos dados foram encerramento do contrato com a gravadora e divergências de opinião entre os membros.

### 2007–2018: Pós separação
Dois anos após o fim do Fanatic Crisis Ishizuki se tornou designer, de joias e outros adventos. Em 2012, ele voltou a indústria musical começando uma carreira solo. Em 2011, Kazuya e Shun formaram o supergrupo The Micro Heads 4N's com ex membros do D'espairsRay. Tohru se tornou produtor musical, também produzindo alguns trabalhos solo de Ishizuki. Já Ryuji não aparece publicamente desde a separação da banda.

## Estilo musical
Fanatic Crisis emergiu com o movimento Nagoya kei, ao lado de bandas como Kuroyume e Rouage. De sua formação até Taiyō no Toriko (1994) eles incorporavam a estética gótica e a musicalidade post-punk do movimento, ainda que com certa sensibilidade pop.
O álbum Mask (1998) marca sua transição para uma musicalidade mais pop rock e soft kei. Principalmente após sua ascensão em 1998, eles ficaram conhecidos pelos designs de moda pop, colorida e melodias pop cativantes. Em uma entrevista como Fantastic Circus em 2022, Tsutomu Ishizuki contou sobre o que almejavam na época do Fanatic Crisis: "Não éramos uma banda com super habilidades técnicas ou musicalidade profunda. No entanto, o que eu buscava conscientemente era a originalidade". Kazuya completou: "A maioria das bandas usava roupas pretas, então usamos roupas brancas. Haviam várias músicas de duas batidas no visual kei daquela época. Portanto, deveríamos fazer música que seja horizontal e não vertical. [...] Pode-se afirmar que eu estava sempre apontando o oposto do que estava acontecendo ao meu redor".
Apesar de ser considerado um dos "quatro reis celestiais do visual kei", o grupo não gostava e evitava ser classificado como visual kei. Ishizuki contou em uma entrevista que o termo foi criado por adultos sugerindo que eles eram esnobes e fúteis, resumindo a banda à aparência. Na mesma entrevista, Kazuya contou que passou a apreciá-lo com o tempo.

## Fantastic Circus
"Não é uma reativação ou reunião, estamos reencarnando como Fantastic Circus. Em vez de repetir o anterior, queremos criar novas músicas e formas de performar, como uma banda que vive no presente".

–Tsutomu Ishizuki.
Ishizuki, Kazuya e Shun se reuniram em 2019 para um show em 9 de novembro, formando uma subunidade nomeada Fantastic Circus. Eles preferiram não usar o nome original devido a ausência de dois membros, por consideração aos fãs. Os membros suporte são Natchin e Levin, ex baixista do Siam Shade e ex baterista do La'cryma Christi, respectivamente. Havia sido decidido que a reunião aconteceria apenas para este show, porém devido ao sucesso deste, o trio resolveu seguir em frente.
Em 14 de maio de 2022, exatos dezessete anos após o último show do Fanatic Crisis, o trio fez uma apresentação ao vivo no Hibiya Open-Air Concert Hall, comemorando os 30 anos desde a formação da banda, chamada -Tenseim-. Com o sucesso desse show, uma apresentação adicional foi realizada em 4 de setembro. Logo depois, anunciaram um álbum de regravações TENSEISM BEST SINGLES [1997-2000], incluindo músicas representativas como "One -you are the one-" e "Hinotori", lançado em março de 2023. Além disso, mais shows foram marcados para maio de 2023. Quase um ano depois, em 28 de fevereiro de 2024, eles lançaram o TENSEISM BEST SINGLES [2001-2004], dessa vez com todos os singles lançados de 2001 a 2004. Foi procedido por um show no Zepp Tóquio em 10 de março.
Em junho de 2024 Shun pausou suas atividades para cuidar de sua saúde mental.

## Membros
- Tsutomu Ishizuki (石月努) – vocais (1992–2005)
- Ryuji – baixo (1992–2005)
- Kazuya (和也) – guitarra solo (1992–2005)
- Shun – guitarra rítmica (1993–2005)
- Tohru (徹) – bateria (1995–2005)

Ex membros
- Tatsuya – bateria (1993–1995)

### Fantastic Circus
- Tsutomu Ishizuki – vocais (2019–presente)
- Kazuya – guitarra (2019–presente)
- Shun – guitarra (2019–presente)

Membros suporte
- Natchin – baixo (ex. Siam Shade)
- Levin – bateria (ex. La'cryma Christi)

## Discografia
Álbuns de estúdio
- Mask (1996)
- One -one for all- (1998)
- The.Lost.Innocent (1999)
- EAS (2000)
- Pop (2001)
- Beautiful World (2001)
- 5 (2002)
- Neverland (2003)
- Marvelous+ (2004)